# Die Heimat (Schleswig-Holstein)

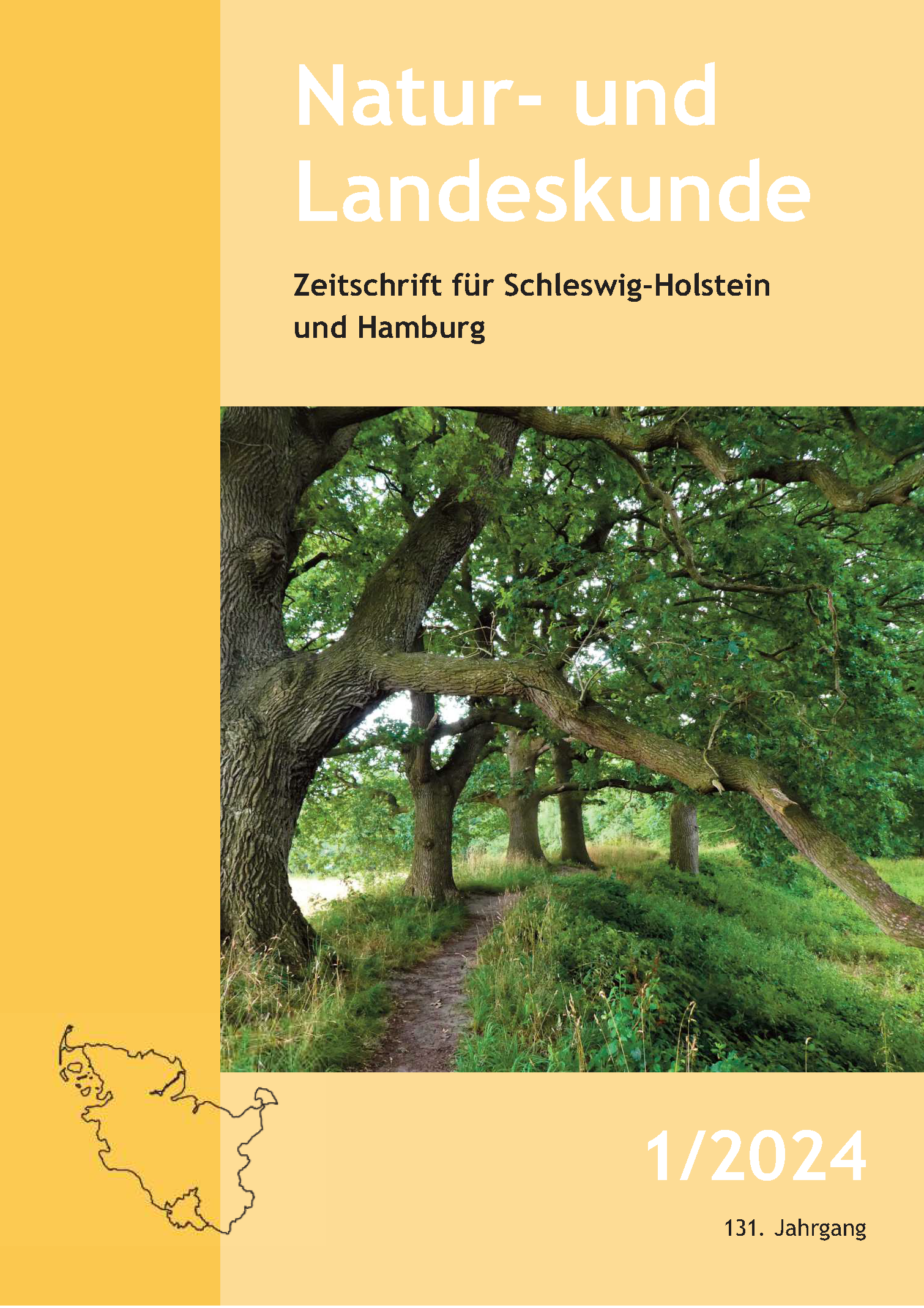
Titelseite Heft 1 2024

Seitenkopf 2003

Seitenkopf 2002

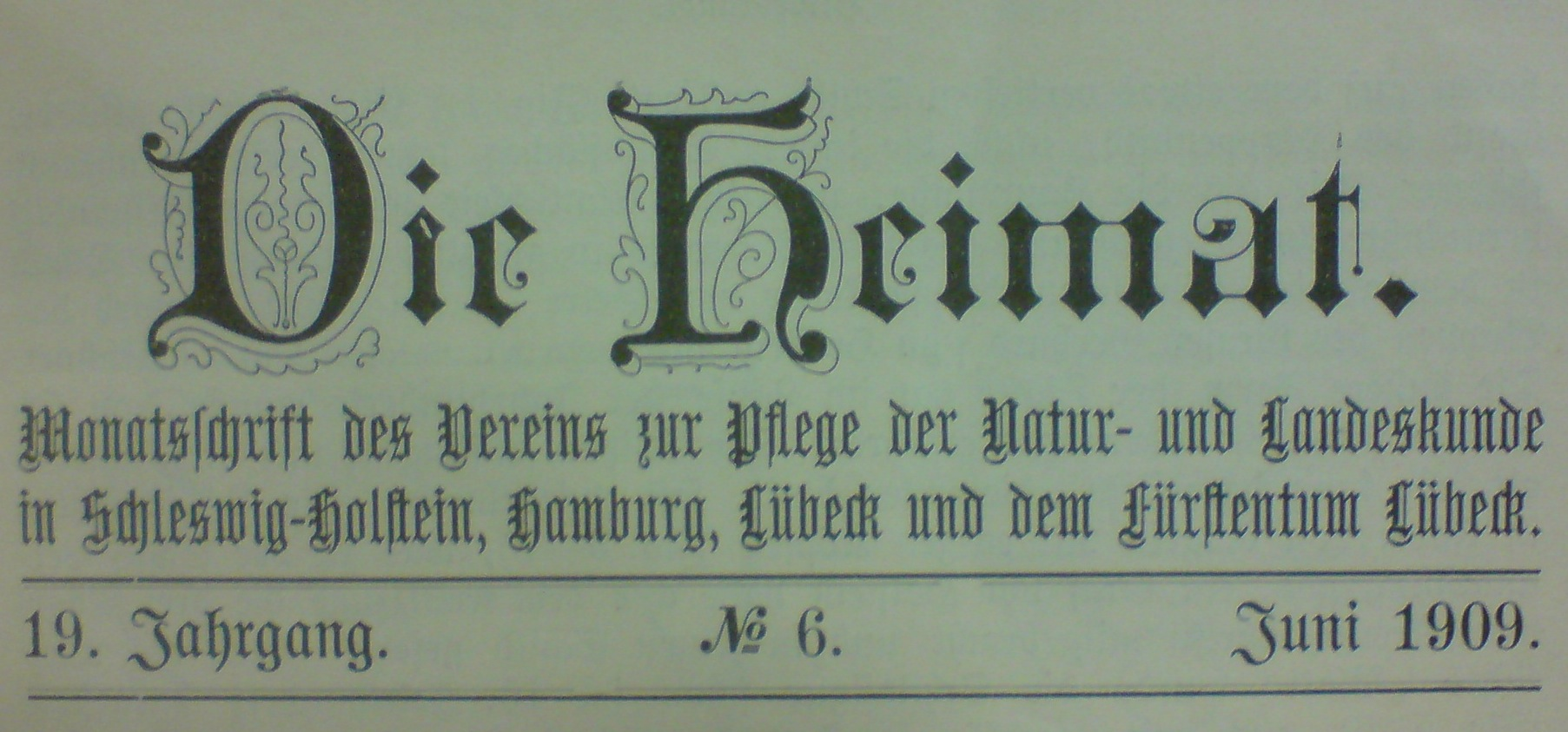
Seitenkopf 1909

Die Heimat war von 1891 bis 2002 der Titel einer monatlich erscheinenden Zeitschrift mit Themen aus Naturkunde und Landeskunde aus Schleswig-Holstein und angrenzenden Gebieten. Die Zeitschrift trägt seit 2024 den Titel Natur- und Landeskunde: Zeitschrift für Schleswig-Holstein und Hamburg. In der Zeit von 2003 bis 2023 war auch der Landesteil Mecklenburg im Titel enthalten.

## Geschichte
Die Zeitschrift wurde 1891 gegründet. Herausgeber war der 1890 in Neumünster gegründete „Verein zur Pflege der Natur- und Landeskunde in Schleswig-Holstein, Hamburg, Lübeck und dem Fürstentum Lübeck“. Verein und Zeitschrift wollten die Kunde der „Heimatprovinz“ Schleswig-Holstein fördern und waren damit Teil der damals in mehreren Gegenden Deutschlands aufkommenden „Heimatbewegung“. Der zunächst kaisertreuen Einstellung folgte in der Weimarer Republik eine ausgesprochen nationale Haltung. In der Zeit des Nationalsozialismus wurde die Zeitschrift „gleichgeschaltet“. 1892 hatte der Verein ca. 2000 Mitglieder, überwiegend Lehrer und insgesamt nur 10 Frauen. In den 1930er Jahren erreichte der Verein mit ca. 3200 Mitgliedern den höchsten Mitgliederstand.
Nach dem Zweiten Weltkrieg erschien die Zeitschrift ab 1947 wieder, wobei man die überparteiliche Ausrichtung besonders betonte. Die Zeitschrift erschien viele Jahrzehnte lang monatlich, später und bis heute vier Mal im Jahr. Seit 1932 erschien sie im Wachholtz-Verlag und von 1995 bis 2023 bei der Husum Druck- und Verlagsgesellschaft. Die Zeitschrift ist durch mehrere gedruckte Registerbände erschlossen. Die Bände der Jahrgänge sind von der Staats- und Universitätsbibliothek Hamburg mit Ausnahme der letzten drei Jahre vollständig digitalisiert worden.

## Schriftleitung
- 1891–1896: Heinrich Dannmeier (1852–1937)
- 1897–1900: Heinrich Lund (1855–1916)
- 1901–1911: Joachim Eckmann (1850–1922)
- 1911–1914: Friedrich Lorentzen (1868–1914)
- 1914–1917: Heinrich Barfod (1870–1917)
- 1917–1920: Joachim Eckmann (1850–1922)
- 1920–1943: Gustav Friedrich Meyer (1878–1945)
- 1947: Reinhold Stolze (1890– )
- 1947–1963: Wilhelm Christiansen (1885–1966)
- 1963–1973: Nicolaus Detlefsen (1897–1979)
- 1974–1978: Christian Radtke
- 1979–2023: Wolfgang Riedel
- seit 2024: Redaktionsteam

## Herausgeber
Der herausgebende Verein hat im Laufe der Zeit mehrfach seinen Namen geändert:
- Verein zur Pflege der Natur- und Landeskunde in Schleswig-Holstein, Hamburg, Lübeck und dem Fürstentum Lübeck
- Verein zur Pflege der Natur- und Landeskunde in Schleswig-Holstein, Hamburg und Lübeck
- Verein zur Pflege der Natur- und Landeskunde in Schleswig-Holstein und Hamburg
- Verein zur Pflege der Natur- und Landeskunde in Schleswig-Holstein, Hamburg und Mecklenburg - Die Heimat
- Verein Natur- und Landeskunde in Schleswig-Holstein und Hamburg (seit 2024)